# Стивънсвил
Стивънсвил (на английски: Stevensville) е град в Монтана, Съединени американски щати. Населението му е 1988 души (по приблизителна оценка от 2017 г.).
В Стивънсвил умира лекарят Джеймс Тейлър Кент (1849 – 1916).